# Squeezie
Lucas Hauchard (franskt uttal: [lyka oʃaʁ]), mer känd under sitt Youtube-namn Squeezie (/skwiːzi/), är en fransktalande Youtuber från Vitry-sur-Seine i Frankrike. Han har 13,5 miljoner prenumeranter och 6,6 miljarder visningar på sin Youtubekanal. Han gör även samarbeten med en annan fransktalande Youtuber, Cyprien Iov.
Hans youtubekanal blev populär på grund av "Let's Play"-videor och videobloggar.